# Бокстал
Бокстал (фр. Bockstael, нидерл. Bockstael) — станция метро и железной дороги в Брюсселе (коммуна Лакен). Станция железной дороги относится к линии 50 (Брюссель — Алст — Гент), станция метро — к линии 6. Станция метро открылась 6 октября 1982 года. До 10 мая 1985 года она оставалась конечной.
Станция железной дороги была открыта 29 мая 1985 года взамен станции Лакен, для возможности устройства пересадочного узла со станцией метро. На железнодорожной станции останавливаются только местные поезда (поезда L).
В районе станции Бокстал расположен важный узел общественного транспорта, здесь останавливаются два трамвайных маршрута, четыре автобусных маршрута STIB/MIVB и пятнадцать автобусных маршрутов De Lijn.